# Aphestia
Aphestia is een vliegengeslacht uit de familie van de roofvliegen (Asilidae).

## Soorten
- A. annulipes (Macquart, 1838)
- A. chalybaea von Roeder, 1881
- A. nigra Bigot, 1878